# Misthós
En l'Antiga Grècia, el misthós (en grec antic: μισθός/misthós), literalment 'salari, paga') era una retribució acordada a Atenes per a aquells que exercien una funció pública, com ser membre de la Bulé (misthós bouleutikós) o de l'Heliea (misthós héliastikos).
Introduït per fomentar la participació en la vida pública, aquesta mesura va permetre als ciutadans d'escassos recursos optar a càrrecs públics. Aquesta retribució va ser instituïda per Pèricles, probablement entre 454 i 450 ae. per als jurats dels tribunals populars, que rebien un misthós de tres òbols. Hermann Bengtson posposa aquesta mesura per als jutges als primers anys de la Guerra d'Arquidam; G. W. Bowersock la data en els anys 445 i 441 ae.
El misthós héliastikos pagat als jutges integrants de l'Heliea, segons Aristòfanes, podia bastar per viure, ja que exercien la seua activitat 300 dies a l'any. Segons la historiadora francesa Claude Mossé, l'afirmació del comediògraf atenés és una exageració.
Segons Aristòtil, Pèricles pretenia contrarestar la popularitat del seu rival polític Cimó, la fortuna personal del qual li permetia ser molt generós amb el poble. Originàriament, el misthós era de dos òbols diaris, és a dir, el terç del sou mitjà diari. Era finançat amb el tribut dels membres de la Confederació de Delos. Aquesta institució va ser abrogada al 411 ae després del règim oligàrquic dels Quatre-cents, a causa de la molt mala situació en què es trobava Atenes per la Guerra del Pel·loponés.
Es deia també misthós la soldada dels tetes (remers) i dels hoplites atenencs, i la dieta dels bulés i altres magistrats.
La institució de la mistoforia segurament va ser l'aspecte més important de l'obra de Pèricles en matèria constitucional i la majoria dels autors antics criticaven aquesta mesura de l'estadista atenés.
La mistoforia es va estendre a altres activitats diferents de les judicials. Els bulés rebien un misthós, del qual s'ignora el muntant exacte, al segle V ae. Al segle IV ae el misthós bouletikós era de cinc òbols. Els pritans rebien una dracma. Després s'instituí un misthós per a la resta de magistratures, excepte tal vegada per als estrategs, reclutats en la classe censatària dels <i>pentacosiomedimnos</i>. Els arconts rebien quatre òbols i és probable que s'instituís aquest misthós entre els anys 459 i 450 ae, quan s'admeteren els zeugites a l'arcontat. En canvi, no sembla que els areopagites reberen cap retribució, la qual cosa palesa el caràcter gairebé sols honorífic de la seua funció.
L'establiment de la mistoforia fou segurament una mesura extremament important, que va permetre als ciutadans més pobres participar en la vida pública de la ciutat, i fins i tot a accedir a algunes magistratures.